# NGC 494
NGC 494 (również PGC 5035 lub UGC 919) – galaktyka spiralna (Sab), znajdująca się w gwiazdozbiorze Ryb. Odkrył ją John Herschel 22 listopada 1827 roku.